# 워 룸 (2015년 영화)
《워 룸》(영어: War Room)은 2015년 공개된 미국의 기독교 드라마 영화이다.

## 출연

### 주연
- 프리실라 C. 샤이어
- 카렌 애버크롬비
- T.C. 스탤링스

### 조연
- 벤 데이비스
- 마이클 주니어
- 메그 크로스비
- 알렉스 켄드릭
- 데이브 브레미
- 스코티 컬리